# Popis njemačkih careva
1871. sve njemačke zemlje ujedinile su se pod vodstvom Pruske. Pruski kraljevi iz
dinastije Hohenzollern tako su postali i carevi ujedinjene Njemačke. To razdoblje (1871. – 1918.) se u njemačkoj povijesti zove razdobljem Drugog Reicha. 
Popis njemačkih careva:
- Vilim I., (1871. – 1888.)
- Fridrik III., (9. ožujka 1888. – 15. lipnja 1888.)
- Vilim II., (1888. – 1918.)